# トーチweb
トーチweb（トーチウェブ）は、リイド社が運営するweb漫画サイト。編集長は中川敦。

## 概要
2014年8月「トーチ」プロジェクトは『オルタナティヴな表現』と『自分たちの老後への道筋』を探し、光をあてる（発信する）ことを目的に始まった。
リイド社は、これまで40代～60代に向けた劇画や時代劇マンガを多く出版してきたが、トーチwebでは20代～30代に向けたコンテンツを掲載することになり、今年2014年で創刊40周年を迎えた同社の新たな試みといえる。
名前の由来は「未来へ向かっていくとき冒険するときのアイテムは何か？」というお題から「たいまつじゃない？」となって「トーチ」。
掲載された作品はリイド社から「torch comics」として発行されている。

## 歴代編集長
- 関谷武裕[5]
- 中川敦[1]

## 連載作品
- 大橋裕之「太郎は水になりたかった」
- 平方イコルスン「スペシャル」
- 奥田亜紀子「心臓」
- 紺津名子「サラウンド」
- 不吉霊二「あばよ 〜ベイビーイッツユー〜」
- ばったん「姉の友人」「そしてヒロインはいなくなった」
- ちほちほ「みやこまちクロニクル」
- カシワイ「カシワイ作品集」「107号室通信」
- 松虫あられ「自転車屋さんの高橋くん」
- 佐藤秀峰「Stand by me 描クえもん」
- タナカミホ「円紫さんと私シリーズ」
- 肋骨凹介「宙に参る」
- 朴ノ木二郎「火と煙とアクビ」
- 永美太郎「エコール・ド・プラトーン」
- バスティアン・ヴィヴェス「年上のひと」
- 意志強ナツ子「アマゾネス・キス」
- 三島芳治「児玉まりあ文学集成」「三島芳治作品集」
- 高浜寛「’Amant ー愛人ー」「ニュクスの角灯」「SADGiRL／蝶のみちゆき」
- 大山海「奈良へ」
- スケラッコ「平太郎に怖いものはない」「大きい犬」「盆の国」
- 斎藤潤一郎「死都調布」
- 鮫島円人「蓬莱トリビュート 中国怪奇幻想選」
- めそめそ「神様は沼の中」
- ネルノダイスキ「にわか雨のてがみ」
- 赤瀬由里子「サザンと彗星の少女」
- オレリア・オリタ「苺とチョコレート」
- バロン吉元「柔俠伝」「バロン吉元 画俠伝」
- 澤江ポンプ「パンダ探偵社」
- 鯨庭「いとしくておいしい」「言葉の獣」
- 見富拓哉「雪が降って嬉しい」
- RENA「本橋兄弟」
- しゃんおずん「ネヴァーマインド・カムトゥゲザー」「飛行文学」
- 鶴谷香央理「don’t like this」
- 川勝徳重「電話・睡眠・音楽」
- 田所コウ「僕だけに優しい物語」「彼女のやりかた」
- ひらのりょう「ファンタスティックワールド」
- 山田参助「ニッポン夜枕ばなし」
- ドリヤス工場「有名すぎる文学作品をだいたい10ページくらいの漫画で読む。」
- 水野まどか「大魔王のOFF」
- シバタヒカリ「シバタヒカリ作品集」
- つゆきゆるこ「ストレンジ」
- 中川学「くも漫。」
- 重野なおき「政宗さまと景綱くん」
- 横山了一「横山さんちの理不尽むすこ」
- 少年アヤ「少年アヤ『果てしのない世界め』特別寄稿企画」
- U-temo「百合好きくんと百合好き好きくん」
- 佐々木充彦「SHORT / WONDER / SHORT /」
- 松本次郎「いちげき」
- 永美太郎「What’s Golden」
- 田中圭一「Ｇのサムライ」
- 道草晴子「みちくさ日記」
- 窓ハルカ「名も無き一夜のファンタジー」「窓ハルカ漫画大賞」「俗の金字塔」「窓ハルカ短編マンガ集成」「漫画として表れるであろうあらゆる恋のためのプロレゴメナ」
- 谷口菜津子「人生山あり谷口」
- 牧鉄兵「トキワブルーに憧れて」
- たからもも。「ままごとは、ほんのむし。」
- 辺音夢「かさぶた部」
- 瑞山可子「goldwrap」
- 衿沢世衣子「2年1組 うちのクラスの女子がヤバい」
- 岩澤美翠「千年ダーリン」
- まどめクレテック「生活保護特区を出よ。」

## イベント
- 「トーチ五輪」〈マンガ〉と〈音楽〉の融合型イベント。「トーチweb」連載マンガ家による展示＆販売。「会えるweb マンガ雑誌」として企画された[6]。
  - 2015年に東京・渋谷の映画館「UPLINK FACTORY」にて1月25日 「トーチ五輪第1夜」、3月6日「トーチ五輪第2夜」行う[7]。
- 「2018年の空想力　-インターネットにおけるマンガ表現の進化と拡張-」BOOKDAYとやま×富山市立図書館 共同企画[8]
  - 2018年5月4日に富山TOYAMAキラリで連載漫画家ひらのりょうがトーチweb関谷編集長とマンガ表現についてのトーク、そしてサイン会おこなう[5]。

## コーナー
「老後への道筋」とあるように「老後を考える」という随筆のコーナーがある。
作品の持ち込み常時受け付けている。

## 編集部
編集部は「webサイト上にある辺境の観光地」と称する（トーチweb公式サイト）。
また、書評サイトHONZにてトーチWEB編集部が書評をおこなっている。カレーが好きな関谷（好きな漫画は『関東平野／上村一夫』）、寿司が好きな中村（好きな漫画は『河童の三平／水木しげる』）、ラーメンが好きな中川（好きな漫画は『風の谷のナウシカ／宮崎駿』）、パンが好きな山田（好きな漫画は『棒がいっぽん／高野文子』）の４名で送る。
ロゴデザインは装丁家・グラフィックデザイナーである平野甲賀である。

## torch comics
webに掲載された作品は「torch comics」としてリイド社から刊行されている。